# Gustave Stock
Gustave Stock (Brugge, 31 maart 1862 - 26 juni 1924), ook Gustaaf, was een Belgisch krantenuitgever, journalist en politiek activist.

## Levensloop
Stock kreeg bekendheid door zijn actieve medewerking in allerhande katholieke en Vlaamsgezinde verenigingen.
Aanvankelijk behoorde hij tot de 'christendemocraten', de arbeidersvleugel van de katholieke partij. Maar toen zijn vrienden zoals Camiel Moeyaert, Bernard Minnebo, Julius Vanneste en anderen zich van de Gilde der Ambachten afscheurden en de voortrekkers werden in Brugge van de partij van Adolf Daens en weldra van Florimond Fonteyne, bleef hij de katholieke partij trouw.
Vanaf de jaren tachtig werkte hij mee aan de katholieke krant La Patrie. Tegelijk was hij actief in Vlaamsgezinde verenigingen, zoals o.m. De Vrije Vlamingen. Hij werkte ook mee aan de Gazette van Brugge.
In 1899 kocht senator Leon Van Ockerhout de Gazette van Brugge van Louis Herreboudt en stelde die ter beschikking van de katholieke partij. Stock werd de nominale eigenaar en de hoofdredacteur. De toon van de krant werd ongemeen scherp, vooral in de polemieken met zijn vroegere christendemocratische vrienden.
In 1911 werd Stock verkozen tot Brugs gemeenteraadslid, wat zijn status binnen de partij ten goede kwam.
De Eerste Wereldoorlog betekende een ommekeer. Stock werd als journalist werkloos. In februari 1915 kreeg hij het bevel van de Duitse Kommandantur om een krant uit te geven. De bedoeling was met dit nieuwe blad in de verf te zetten dat het gewone leven in Brugge hersteld was. Stock weigerde. Als straf nam de militaire politie zijn voorraad letters in beslag. Toen in 1917 het stadsbestuur, met de goedkeuring van de bezetter, het idee overnam en De Stadsbode uitgaf, werd niet meer op Stock beroep gedaan.
Dit en de algemene geest bij de bevolking maakte dat Stock een afkeer kreeg voor het Vlaamsgezinde activisme en evolueerde tot aanhanger van de Belgische eenheid en het patriottisme. Hij sloot aan bij de Ligue nationale pour l'unité belge, waar hij onder meer zijn vroegere vijand Florimond Fonteyne terugvond. Hij gaf uiting aan zijn evolutie in de opnieuw verschenen Gazette van Brugge, waar zijn extreme nationale-eenheidstrategie inging tegen de zienswijzen van de katholieke kiesvereniging. In 1919 werd dan ook beslist hem de krant te ontnemen, die kort daarop ophield te bestaan. Hij werd ook gedwongen tot ontslag uit de gemeenteraad. 
Hij stelde zich kandidaat bij de parlementsverkiezingen in 1919, op een lijst van de Ligue nationale pour l'unité belge maar werd niet verkozen. Hij gaf toen ook een paar efemere bladen uit onder de titel Pro Patria en Brugsche Eendracht. Daarop verdween de vrijgezel Stock in de anonimiteit.